# Bildeston
 (février 2025).
Si vous disposez d'ouvrages ou d'articles de référence ou si vous connaissez des sites web de qualité traitant du thème abordé ici, merci de compléter l'article en donnant les références utiles à sa vérifiabilité et en les liant à la section « Notes et références ».
Bildeston est un village du district de Babergh dans le comté de Suffolk, en Angleterre.

## Histoire
Selon Eilert Ekwall, la signification du nom du village est la ferme de Bild.
D'après "Bildeston Church and Village" de Sue Andrews, le village a vu le jour il y a environ 1 100 ans. Bien que deux routes romaines s'y croisent, peu de preuves ont été trouvées d'un quelconque établissement romain. Bildr, un chef danois envahisseur, lui aurait donné son nom. 
La première vraie preuve de Bildeston est dans le Domesday Book : un manoir y était la propriété royale de la Reine Edith, épouse d'Edward. 